# 城東警察署 (東京都)
城東警察署（じょうとうけいさつしょ）は、警視庁が管轄する警察署の一つである。第七方面本部所属。管内には警視庁第九機動隊本部も存在する。
主に江東区の東側、いわゆる「旧城東区」区域を管轄している。明治通りに面している。
署員数およそ350名、識別章所属表示はTB。

## 所在地
- 東京都江東区北砂二丁目1番24号
  - 最寄駅：東京都交通局地下鉄新宿線西大島駅

## 施設
- 代用監獄（留置場）

## 管轄区域
江東区
- 亀戸一・二・三・四・五・六・七・八・九丁目（全域）
- 大島一・二・三・四・五・六・七・八・九丁目（全域）
- 北砂一・二・三・四・五・六・七丁目（全域）
- 東砂一・二・三・四・五・六・七・八丁目（全域）
- 南砂一丁目、二丁目（1番の一部、5から7番を除く）、三・四・五・六・七丁目（二丁目1番の一部、5から7番は深川警察署の管轄）
- 新砂一丁目（1番を除く）、二・三丁目（一丁目1番は深川警察署の管轄）

## 沿革
- 1918年（大正7年）：小松川警察署の分署として亀戸分署を設置。
- 1919年（大正8年）：亀戸分署を改組し、亀戸警察署とする。
- 1929年（昭和4年）：小松川・亀戸の両署から管轄区域を移管し、砂町警察署を設置。
- 1945年（昭和20年）5月：亀戸・砂町の両署を統合、城東警察署に改称。
- 2007年（平成19年）：水神森交番が水神森地域安全センターへ用途変更される。
- 2008年（平成20年）：管轄区域の一部、及び新木場駅前交番を新設の東京湾岸警察署に移管。

## 組織
- 警務課
- 会計課
- 交通課
- 警備課
- 地域課
- 刑事組織犯罪対策課
- 生活安全課

## 交番
- 天神橋交番（江東区亀戸三丁目1番10号）
- 亀戸駅前交番（江東区亀戸一丁目21番9号）
- 亀戸交番（江東区亀戸九丁目5番1号）
- 大島交番（江東区大島六丁目1番1号）
- 日曹橋交番（江東区南砂二丁目1番7号）
- 葛西橋西交番（江東区東砂六丁目20番4号）
- 砂町交番（江東区北砂四丁目20番25号）
- 進開橋交番（江東区大島四丁目1番35号）
- 元八幡交番（江東区南砂七丁目14番16号）
- 北砂五丁目交番（江東区北砂五丁目20番15号）
- 番所橋交番（江東区東砂二丁目12番4号）
- 東大島駅前交番（江東区大島九丁目3番14号）

## 地域安全センター
- 水神森地域安全センター（江東区亀戸四丁目11番18号）2007年（平成19年）3月に水神森交番から変更。

## 不祥事・出来事
- 1978年（昭和53年）1月29日：天神派出所に暴走族から追われた若者が逃げ込んだところに、追いついた暴走族約15人が侵入して乱闘騒ぎとなった。当時、派出所にいた警官1人だけでは制止が不可能な状況となり、居合わせた通行人に110番を求める事態となった[1]。
- 1997年（平成9年）：任意同行中に公務執行妨害で逮捕した男性を家宅捜索したところ大麻が発見されて逮捕され起訴された。だが、この事件は違法性があったことが指摘され再捜査を行ったところ、大麻発見は捏造であったことが発覚。さらに任意同行や公務執行妨害についても過剰な対応だったことが発覚した。これを受け、男性への起訴を棄却。事件の重大性を受けて国家公安委員会は前田健治警視総監に対し戒告処分を下した。
- 2006年（平成18年）5月30日：同年2月、城東署長から警視庁公安第二課長に就任した警視が東京都八王子市のホームセンターで万引き。同庁は窃盗容疑で30日にも書類送検し、懲戒処分にする方針。警視は「申し訳ない」と辞表を提出している。 同庁によると、警視は27日午後2時半ごろ、同市みなみ野のホームセンターで、商品のニスの瓶2本（約800円相当）を上着のポケットに入れ、駐車場に向かったところを警備員に引き留められた。その場で万引きを認めたという。同庁の調べに「レジの近くに店員がいなかったので、魔が差した」と供述している。

## 主な未解決事件
- 北砂七丁目質店経営者夫婦強盗殺人事件
- 南砂六丁目複合施設駐車場内における殺人・死体遺棄事件[2]